# La Royale Malmédienne

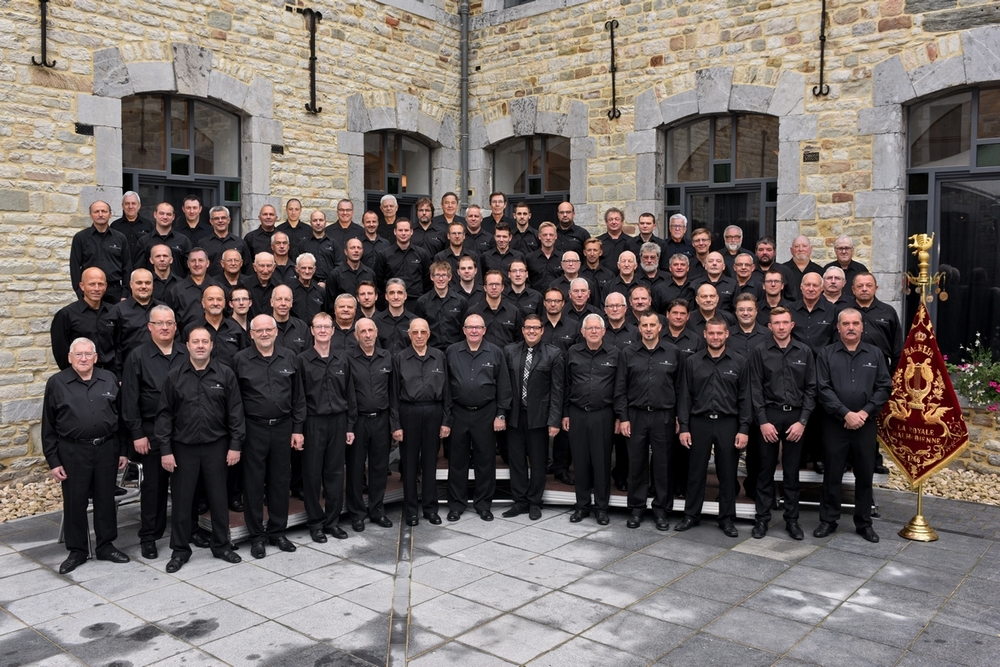
het koor in 2015

La Royale Malmédienne is een mannenkoor, opgericht in 1866 in Malmedy. Koormuziek is het voornaamste deel van het repertoire, maar folklore van Malmedy, Waalse folklore, operamuziek en tevens het klassieke Franse en Italiaanse repertoire spelen ook een belangrijke rol. Kenmerkend voor de Royale Malmédienne is de strijd voor het behoud van de Waalse taal. Dit heeft te maken met de bezetting door Pruisen (1879-1920 ongeveer) en de daarmee in verband staande Kulturkampf.
Sinds 2018 is Flavia Costi de dirigente van het koor. Voorzitter is Fabien Marichal.

## Mijlpalen
- 1866: Het koor wordt opgericht op 4 november met Ernest Villers als voorzitter, en Jean Baptiste Jacob als eerste dirigent.[1]
- 1912: La Malmédienne is onder de winnaars van het Concours International in Parijs.
- 1932: Onderscheidingen in Dison en Spa.
- 1938: Een concert van de Malmédienne wordt uitgezonden door het NIR.
- 1990: De Malmédienne treedt op voor de Zeemacht in Zeebrugge.
- 1994: Toezegging van subsidie door de Tournées Art et Vie.
- 1993: Deelname aan het Internationaal Koorfestival in Lindenholzhausen (D). 2de prijs
- 1995: Tweede reis naar Venetië, met een optreden in het Theater van Treviso
- 1998: Nieuwe toezegging van subsidie door Art et Vie, en een tweede deelname aan het Internationaal Koorfestival in Lindenholzhausen (D). Opname van een dubbele CD.
- 2001: Deelname aan het 1ste Internationaal Folklorefestival.
- 2003: Reis naar Beaune (F). La Malmédienne is er als culturele afvaardiging van de Stad Malmédy.
- 2007: Deelname aan het eerste internationale festival Chœurs d’ Hommes  in de omgeving van Nantua (F).
- 2016: Er komt een boek uit over de Malmédienne, ter gelegenheid van de 150ste verjaardag.[2]

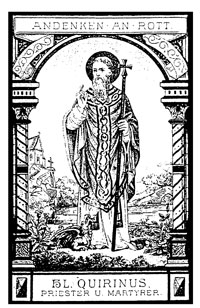
St.Quirin, patron de la ville de Malmédy

## Repertoire
Het repertoire bevat ongeveer tweehonderd uiteenlopende titels grotendeels uit de Waalse folklore, de Rôles en Rôleurs. Rôles zijn satirische, op rijm geschreven stukken in het Waals die, afwisselend met zang, op de maandag na carnaval door de rôleurs voorgedragen worden. De eerste rôles werden geschreven in de 15de eeuw. De meeste carnavalsliedjes zijn geschreven voor rôles.

## Opnames
- Clabot! CD van de rôleurs van de Royale Malmédienne Privé opname Roland Kransfeld, 2016.[3]
- Dubbele CD Algemeen repertoire. Privé opname studio la Chapelle, Waimes 1999.